# Wirtschaft in Neuss
Die Wirtschaft in Neuss hat durch die Lage am Rhein und den Neusser Hafen günstige Standortbedingungen.
Neuss hat als Römerlager eine lange Wirtschaftstradition. Bereits im ersten Jahrhundert entwickelte sich im heutigen Zentrum eine Ansiedlung von Handwerkern und Fernhändlern. Die Gewährung des Münzprägerechts im Jahr 1475 unterstrich die wirtschaftliche Bedeutung – auch in der gesamten Region – bereits im Mittelalter. 

In der Franzosenzeit war das linke Rheinufer von französischen Truppen besetzt und zeitweise von Frankreich annektiert. 
Napoleon plante ab etwa 1804 einen Kanal namens Nordkanal zwischen Neuss und Venlo an der Maas; gebaut wurde aber lediglich ein Teilstück bis Neersen.
Neben der Textil-, Papier- und Aluminium-Produktion ist Neuss für seine Ölmühlen bekannt. Ab Anfang des 19. Jahrhunderts wurden zunehmend Rapsöl und Öl aus Rüben hergestellt. Von den einst zwölf Ölmühlen sind noch zwei in Betrieb: Die Ölmühle Casper Thywissen und die Ölmühle Sels. Die Ölmühle der Walter Rau Neusser Öl und Fett AG wurde Mitte 2012 nach über hundertjährigem Betrieb stillgelegt.
Großflächige Areale im Hafengebiet und im Süden der Stadt boten und bieten auch heute noch der Industrie ausreichend Platz für eine Ansiedlung. 2002 eröffnete die erste deutsche Filiale des niederländischen Handelskonzerns Hema in der Innenstadt.

## Neusser Wirtschaft in Zahlen
| Jahr                                                                      | Einwohnerzahlen |
| ------------------------------------------------------------------------- | --------------- |
| Sozialversicherungspflichtig Beschäftigte                                 | 71.552          |
| Produzierendes Gewerbe                                                    | 14.233          |
| Handel, Gastgewerbe und Verkehr                                           | 22.000          |
| Erbringung von Finanz- und Versicherungsdienstleistungen                  | 3.188           |
| Gesundheits- und Sozialwesen                                              | 9.883           |
| sonstige Dienstleistungen                                                 | 20.000          |
| Stand: 04/2018 Quelle: Industrie- und Handelskammer Mittlerer Niederrhein |                 |
| Arbeitslose insgesamt                                                     | 12.794          |
| Stand: 05/2005 Quelle: Agentur für Arbeit Mönchengladbach                 |                 |

Im Jahr 2005 betrug die Kaufkraft der Neusser Bürger 116 % des Bundesdurchschnitts.

## Hafen
Die geographische Lage von Neuss mit der Nähe zum Rhein beflügelte schon früh das Wachstum der Stadt und führte 1835 zum Ausbau eines Hafens in ehemaligen Rheinarmen. Im August 2003 fusionierte die Hafengesellschaft nach langen Verhandlungen mit dem Düsseldorfer Hafen zur „Neuss-Düsseldorfer Häfen GmbH“. Der Neusser Hafen unterhält die Neusser Eisenbahngesellschaft.

## Europa-/Deutschland-Niederlassungen
Neuss ist aufgrund seiner Nähe zur Landeshauptstadt Düsseldorf und zur ehemaligen Hauptstadt Bonn beliebt für Niederlassungen ausländischer Unternehmen in Deutschland und Europa. Aufgrund der hohen Dichte an asiatischen – insbesondere japanischen – Firmen im Raum Düsseldorf gründeten viele asiatische Unternehmen ihre Vertretung in Neuss (siehe auch deutsch-japanische Beziehungen).

## Wirtschaftsbereiche

### Banken und Versicherungen
Unternehmen: Creditreform, RCI Banque (Renault Bank, Nissan Bank), Rheinland Versicherung, Bankhaus Werhahn, Sparkasse Neuss, Bürgschaftsbank NRW, Volksbank Düsseldorf-Neuss, COMCO Leasing, Bank11

### Chemie und Pharmazie
Unternehmen: 3M Deutschland GmbH, Janssen-Cilag (Tochterunternehmen des Johnson & Johnson-Konzerns)
Die in Neuss ansässige Johnson & Johnson Group Holdings GmbH, die zahlreiche Konzernbeteiligungen hält, wurde 2016 wegen niedriger Steuersätze in Österreich auf eine dort ansässige Konzerntochter verschmolzen.

### Dienstleistungen
Neuss ist in erster Linie ein Logistik- und Industriestandort und hat als Standort für Dienstleistungserbringer keine überregionale Bedeutung.
Unternehmen:

### Handel
Unternehmen: ASICS Deutschland GmbH, Landgard Blumen & Pflanzen GmbH, MG Rover Deutschland, QVC GmbH, Toshiba Europe GmbH, Yakult Deutschland GmbH, Yamaha Motor Deutschland

### Informations- und Kommunikationstechnik
Unternehmen: Ikegami Electronics (Europe) GmbH, Imation Deutschland GmbH, Lanier Deutschland GmbH & Co. KG, NextiraOne Deutschland GmbH, Xerox

### Lebensmittel-/Futtermittelindustrie
Unternehmen:
- Brata KG
- KOFU Tiernahrung Kottmann GmbH
- Leuchtenberg Sauerkrautfabrik GmbH
- Plange Georg GmbH & Co. KG (Diamantmehl)
- Thomy-Nestlé
- Ölmühlen:
  - Walter Rau Neusser Öl und Fett AG
  - O. & L. Sels GmbH & Co.
  - Thywissen GmbH

### Logistik
Unternehmen: Dachser GmbH & Co. KG, United Parcel Service (Verlegung der Geschäftsführung von Neuss nach Monheim im I. Quartal 2017 ist angekündigt)

### Metallindustrie
Unternehmen: Eternit Flachdach GmbH, Aluminium Norf GmbH, Hydro Aluminium Deutschland GmbH, Jagenberg AG, Schindler Aufzüge, Kawasaki Robotics (Europazentrale)

### Papierindustrie
Unternehmen: FS-Karton GmbH, Svenska Cellulosa Aktiebolaget (Tempo-Taschentücher), SIG Combibloc Systems GmbH, Mayr-Melnhof Karton (Karton)

### Unterhaltung
1999 wurde ein Multiplexkino eröffnet und 2001 die Skihalle Neuss.